# Майсурадзе Акакій Васильович
Акакій (Микола) Васильович Майсурадзе (нар. 20 квітня 1931 — пом. 24 жовтня 2010) — радянський футболіст, захисник, тренер.

## Життєпис
У 1952 році грав у чемпіонаті РРФСР за «Трактор» (Ростов-на-Дону). Всю кар'єру в командах майстрів провів у клубі класу «Б» «Металург» (Дніпропетровськ) у 1953-1958 роках. Півфіналіст Кубку СРСР 1954.
У 1961-1975 роках тренував команду «Енергія» (Придніпровськ).